# París-Niça 1934
La París-Niça 1934 fou la 2a edició de la París-Niça. És un cursa ciclista que es va disputar entre el 7 i l'11 de març de 1934. La cursa fou guanyada pel belga Gaston Rebry, de l'equip Alcyon. Les altres dues posicions del podi foren pels francesos Roger Lapebie (La Française) i Maurice Archambaud (Alcyon).
Les dures condicions climatològiques provocaren un gran nombre d'abandonaments. Rebry va cimentar la seva victòria final en l'etapa de Nevers a l'aconseguir un quart d'hora d'avantatge respecte als altres favorits.

## Participants
En aquesta edició de la París-Niça hi preneren part 101 corredors. 41 ho feien de forma individual i els altres 60 dintre dels equips Alcyon, La Française, Automoto, Dilecta, De Dion-Bouton, Oscar Egg, Helyett, Genial-Lucifer i Francis-Pellissir. La prova l'acabaren 35 corredors.

## Resultats de les etapes
| Etapes              | Data       | Recorregut       | Km     | Vencedor d'etapa  | Líder de la general |
| ------------------- | ---------- | ---------------- | ------ | ----------------- | ------------------- |
| 1a etapa            | 7 de març  | París-Nevers     | 219 km | Jules Merviel     | Jules Merviel       |
| 2a etapa            | 8 de març  | Nevers-Lió       | 250 km | Roger Lapébie     | Roger Lapébie       |
| 3a etapa            | 9 de març  | Lió-Avignon      | 222 km | Alphonse Schepers | Roger Lapébie       |
| 4a etapa            | 10 de març | Avignon-Marsella | 205 km | Romain Maes       | Gaston Rebry        |
| 5a etapa, 1r sector | 11 de març | Marsella-Canes   | 191 km | Fernand Cornez    | Gaston Rebry        |
| 5a etapa, 2n sector | 11 de març | Canes-Niça       | 91 km  | Roger Lapébie     | Gaston Rebry        |

## Etapes

### 1a etapa
7-03-1934. París-Nevers, 219 km.
Sortida neutralitzada a la rue Lafayette de París. Sortida real al Carrefour de la Belle Épine de Thiais amb 25 minuts de retard perquè no tots els competidors havien instal·lat el desviador del canvi de marxes.
L'etapa es disputà a gran ritme: 39,900 km/h de mitjana.
|   | Ciclista      | Equip              | Temps      |
| - | ------------- | ------------------ | ---------- |
| 1 | Jules Merviel | Francis-Pellissier | 5h 29' 32" |
| 2 | Jean Noret    | Francis-Pellissier | m. t.      |
| 3 | Gaston Rebry  | Alcyon             | m. t.      |

### 2a etapa
8-03-1934. Nevers-Lió, 250 km.
Foren eliminats els corredors amb més d'una hora perduda en la general (15). Abandonen 21 participants més pel fred.
Roger Lapébie va guanyar l'etapa després de connectar en els kilòmetres final amb un grup format majoritàriament per corredors belgues.
Inicialment s'haurien d'haver eliminat tots els corredors amb més de 45' perduts en la general però l'organització els amnistià pel seu esforç.
|   | Ciclista         | Equip        | Temps      |
| - | ---------------- | ------------ | ---------- |
| 1 | Roger Lapébie    | La Française | 7h 06' 39" |
| 2 | Edgard De Caluwe | Dilecta      | m. t.      |
| 3 | Gaston Rebry     | Alcyon       | m. t.      |

### 3a etapa
9-03-1934. Lió-Avignon, 222 km.
Etapa disputada amb fort vent i pluja. Jean Noret perd qualsevol opció de victòria al caure trencant la seva bicicleta. Acaba l'etapa com pot.
|   | Ciclista          | Equip          | Temps      |
| - | ----------------- | -------------- | ---------- |
| 1 | Alphonse Schepers | La Française   | 6h 41' 18" |
| 2 | Joseph Demuysere  | Genial-Lucifer | m. t.      |
| 3 | Joseph Mauclair   | Automoto       | m. t.      |

### 4a etapa
10-03-1934. Avignon-Marsella, 205 km.
Sortida a les 9:30 del matí. Els corredors Gaston Rebry, Romain Maes i Robert Petit escaparen davant la parsimònia del pilot. El líder Roger Lapébie els deixa fer, ja que Rebry és company de marca. Petit punxa en els darrers kilòmetres perdent qualsevol opció de disputar la victòria d'etapa. Rebry es posa de líder amb més de set minuts d'avantatge sobre Lapébie
|   | Ciclista     | Equip      | Temps      |
| - | ------------ | ---------- | ---------- |
| 1 | Romain Maes  | Individual | 5h 46' 00" |
| 2 | Gaston Rebry | Alcyon     | + 4"       |
| 3 | Robert Petit | Dilecta    | + 1' 48"   |

### 5a etapa, 1r sector
11-03-1934. Marsella-Canes, 191 km.
Sortida al carrer Prado a les 5:30 de la matinada. Abandonen durant l'etapa Joseph Demuysere i Alfons Schepers. Passada la ciutat de Toló escapen Fernand Cornez i René Vietto sense que el pilot puguès fes res per atrapar-los. Vietto punxa a la rodalia de Canes perdent qualsevol opció de victòria.
|   | Ciclista         | Equip      | Temps      |
| - | ---------------- | ---------- | ---------- |
| 1 | Fernand Cornez   | Oscar Egg  | 5h 43' 17" |
| 2 | René Vietto      | Individual | + 1' 01"   |
| 3 | Georges Speicher | Alcyon     | + 14' 00"  |

### 5a etapa, 2n sector
11-03-1934. Canes-Niça, 91 km.
Sortida a les 2 de la tarda. Arribada al Moll dels Estats Units. Es puja la Turbie on Roger Lapébie i Maurice Archambaud formen el cap de cursa sent neutralitzats per un petit grup en els kilòmetres favorables fins a línia de meta.
|   | Ciclista           | Equip        | Temps      |
| - | ------------------ | ------------ | ---------- |
| 1 | Roger Lapébie      | La Française | 2h 41' 46" |
| 2 | Maurice Archambaud | Alcyon       | m. t.      |
| 3 | Edgard De Caluwe   | Dilecta      | m. t.      |

## Classificacions finals

### Classificació general
|    | Ciclista           | Equip              | Temps       |
| -- | ------------------ | ------------------ | ----------- |
| 1  | Gaston Rebry       | Alcyon             | 33h 47' 06" |
| 2  | Roger Lapébie      | La Française       | + 6' 24"    |
| 3  | Maurice Archambaud | Alcyon             | + 8' 45"    |
| 4  | Jules Merviel      | Francis-Pellissier | + 11' 18"   |
| 5  | Raymond Louviot    | Genial-Lucifer     | + 18' 20"   |
| 6  | René Vietto        | Individual         | + 25' 05"   |
| 7  | Edgard De Caluwe   | Dilecta            | + 25' 37"   |
| 8  | Georges Speicher   | Alcyon             | + 30' 42"   |
| 9  | Léon Level         | Genial-Lucifer     | + 30' 45"   |
| 10 | Theo Herckenrath   | Individual         | + 33' 37"   |

## Evolució de les classificacions
| Etapa               | Vencedor          | Classificació general |
| ------------------- | ----------------- | --------------------- |
| 0Etapa 1            | Jules Merviel     | Jules Merviel         |
| 0Etapa 2            | Roger Lapébie     | Roger Lapébie         |
| 0Etapa 3            | Alphonse Schepers | Roger Lapébie         |
| 0Etapa 4            | Romain Maes       | Gaston Rebry          |
| 0Etapa 5, 1r sector | Fernand Cornez    | Gaston Rebry          |
| 0Etapa 5, 2n sector | Roger Lapébie     | Gaston Rebry          |